# Hildeprand
Hildeprand, auch Utprand (* um 710; † 744) war im Jahre 744 König der Langobarden, nachdem er bereits mehrere Jahre Mitkönig Liutprands gewesen war.

## Leben

### Eroberung und Preisgabe Ravennas, Gefangenschaft (739?)
Die wichtigste Quelle zu Hildeprand ist die Historia Langobardorum des Paulus Diaconus. Darin wird Hildeprand als „nepos regis“, als Neffe des Königs Liutprand bezeichnet (Liber VI, 55). Das genaue Verwandtschaftsverhältnis ist allerdings unbekannt.
Liutprand übertrug ihm das Kommando über das Heer, das das byzantinische Ravenna eroberte. Dieses fiel allerdings kurz darauf, im Jahr 732 oder auch 739, an die Venezianer, wobei Hildeprand in Gefangenschaft geriet und freigekauft werden musste.
Die Unsicherheit bei der Datierung dieser Kämpfe um Ravenna geht auf ein einziges Wort in der Beschreibung der Vorgänge durch Paulus Diaconus zurück. Dabei handelt es sich um die Bezeichnung Hildeprands im Zusammenhang mit dem Kampf um Ravenna als „regis nepus“, wie 2005 Constantin Zuckerman konstatierte. Daraus habe Ludo Moritz Hartmann geschlossen, dass Hildeprand kaum als nepus angesprochen worden wäre, wäre er zur Zeit des Kampfes um Ravenna bereits König gewesen. Da sich aus langobardischen Quellen erschließen lasse, dass Hildeprand im Sommer 735 König wurde, weil man glaubte, Liutprand würde bald sterben (was er nicht tat) musste, immer nach Hartmann, Ravenna vor der Krönung, also vor 735, erobert worden sein.
Paulus Diaconus platzierte die Krönung Hildeprands tatsächlich in die Zeit, als die Krönungsbetreiber fälschlicherweise glaubten, sein Onkel, König Liutprand, liege im Sterben (VI, 55). Der Verfasser aber räumte dem Neugekrönten in der Folgezeit keinen großen Anteil an der königlichen Macht ein, kontrastierte zudem im Zusammenhang mit dem Verlust Ravennas dessen Gefangennahme mit dem mannhaften (‚viriliter‘) Tod eines anderen Verteidigers der Stadt, eines Vicentiners. Folgt man dieser Logik, so kann aus der Bezeichnung als bloßer nepus keine chronologische Schlussfolgerung mehr gezogen werden.
Eine spätere Datierung des Kampfes um Ravenna hatte schon Pietro Pinton 1883 und erneut 1893 vorgeschlagen. Er sah die Abfolge bei Paulus Diaconus als zeitlich stimmig an und sah die Kämpfe eher im Jahr 740 angesiedelt. Constantin Zuckerman kam 2005 zu dem Ergebnis, dass die Eroberung durch die Venezianer im Herbst 739 stattgefunden haben müsse.

### Möglicher Putschversuch gegen den todkranken Liutprand, Mitkönig
Hildeprand nutzte in jedem Falle eine Erkrankung seines Onkels, um selbst nach der Macht zu greifen. Möglicherweise wurde er vom Hof dazu gedrängt. Die Akklamation fand außerhalb der Friedhofskirche Santa Maria ad Perticas in Pavia statt, und zwar ohne Beteiligung des Klerus. Dabei waren einige prudentes wegen ungünstiger Vorzeichen beunruhigt, so Paulus Diaconus. Als ihm nämlich die Lanze als Symbol militärischer Führungsmacht übergeben werden sollte, landete ein Kuckuck auf der symbolträchtigen Waffe. Dabei waren rund um den Platz Pfähle aufgerichtet worden, auf denen sich hölzerne Tauben befanden, die an die Toten der Schlachten erinnern sollten. Dies könnte mit Hildeprands antibyzantinischen Haltung zusammenhängen, zumal er aus der Gefangenschaft in Ravenna freigekauft werden musste. Dieser augenscheinlich heidnische Einschlag war den kirchlichen Geschichtsschreibern suspekt. 
Der König gesundete bald wieder, doch er akzeptierte trotz Bedenken die nun einmal vollzogene Wahl Hildeprands, „non aequo animo accepit“, wie es bei Paulus Diaconus heißt. Er beteiligte wohl Hildeprand als eine Art Mitkönig an der Regierung.
Auf ausdrückliches Ersuchen des austrasischen Hausmeiers Karl Martell nahm Liutprand, vielleicht zwischen 737 und 738, an einer militärischen Kampagne gegen die muslimischen Überfälle im südlichen Frankenreich teil.
Ab 739 begann eine neue Krisenzeit in den Beziehungen zu Papst Gregor III., und zum langobardischen Herzog von Spoleto, Transamund II. Dieser war inzwischen ein Verbündeter des Papstes und der Byzantiner. In Spoleto wurde nach der Flucht des rebellischen Herzogs der königstreue Hilderich eingesetzt. Doch binnen sechs Monaten wurde dieser von Transamund gestürzt. Ähnlich unabhängig verhielt man sich im Herzogtum Benevent.
Trotz der Bitten um Hilfe griff Karl Martell nicht gegen Liutprand und Hildeprand ein, die 740 die Angriffe gegen Byzanz im Raum Ravenna und im römischen Dukat wieder aufnahmen.
Mit dem Tod Gregors III. im folgenden Jahr änderte sich die päpstliche Politik insofern, als der neue Papst Zacharias den langobardischen Herrschern – unter der Bedingung der Rückgabe von Amelia, Orte, Bomarzo und Blera – seine Hilfe gegen die Herzogtümer Spoleto und Benevent anbot. Auf dem Gebiet des Herzogtums Spoleto kam es 741/742 zu einem ersten Treffen, bei dem die Rückgabe der Städte verabredet und ein zwanzigjähriger Frieden geschlossen wurde. Den beiden Herrschern gelang es, die beiden Herzogtümer zurückzuerobern. Der Frieden mit Zacharias brachte dem Papst weitere Orte in der Sabina und in den Marken ein. Außerdem wurden Gefangene aus früheren Feldzügen freigelassen.
743 drangen erneut langobardische Truppen in das Exarchat ein und bedrohten Ravenna (dessen Inbesitznahme erst 751 unter Aistulf gelang). Der Exarch Eutychius und der Erzbischof von Ravenna überzeugten gemeinsam mit Zacharias, der Liutprand zum zweiten Mal aufsuchte, die Langobarden davon, die Belagerung im Sommer 743 abzubrechen. In diesem Zusammenhang diffamierte der Papst die beiden Könige als Lügner und Häretiker, die mit Feuer und Schwert wüteten.
Zacharias reiste von dort nach Pavia, wo er in der Kirche des von Liutprand errichteten Klosters San Pietro in Ciel d'Oro die Messe las. Liutprand empfing den Papst ehrenvoll in seinem Palast und sagte die Rückgabe der byzantinischen Städte um Ravenna zu.

### Alleinherrschaft (744)
Liutprand starb im Januar 744, woraufhin Hildeprand für sieben, acht oder neun Monate die Nachfolge antrat, je nachdem, ob man der Historia Langobardorum codicis Gothani, dem Chronicon Sancti Benedicti Casinensis oder dem Catalogus regum Langobardorum et Italicarum folgt.
Die erste Urkunde, die mit Sicherheit von Hildeprand allein ausgestellt wurde, stammt vom 22. März 744. Hildeprand, der in der Vita Zachariae als „rex malivolus“ gebrandmarkt wird, sah sich am Ende mit einer Rebellion Ratchis', des Herzogs von Friaul, konfrontiert. Dieser besetzte Pavia  und stürzte Hildeprand im Sommer oder Herbst desselben Jahres.

### Tod und Begräbnisort
Hildeprand starb noch im Jahr 744, wohl auf Befehl des neuen Königs. Bestattet wurde er in Sant’Antonino in Piacenza. Folgt man der Historia Langobardorum, so wurde Liutprand in der Adrianskirche beigesetzt; seine Gebeine wurden aber im Hochmittelalter nach San Pietro in Ciel d'Oro zu Pavia überführt, wo sie sich noch immer befinden. Neben dieser Kirche hatte Liutprand auch die bereits um 600 bezeugte Peterskirche unter Hinzufügung eines Klosters prächtig ausstatten lassen.